# Kopfgeld für einen Killer
Kopfgeld für einen Killer (Originaltitel: Un bounty killer à Trinità) ist ein Italowestern, der 1972 produziert wurde und nur regionale Distribution in Kinos des ländlichen italienischen Raums erhielt. Der kostengünstig produzierte Film gelangte im deutschsprachigen Raum auf Video zur Erstaufführung.

## Inhalt
Die Brüder Sancho und Pedro sind die Anführer einer blutgierigen Bande von Mexikanern, die an sämtlichen wertvollen Transporten nach dem Ort Trinità interessiert sind und ihn deshalb terrorisieren. Ihre Informationsquelle im Ort ist der Saloonbesitzer Pizzaro, der Chef des Städtchens werden möchte. Da der Sheriff des Ortes sich als völlig unfähig erweist, die Lage zu ändern, und ein von der Regierung entsandter Agent getötet wird, engagieren die Dorfbewohner einen mysteriösen Kopfgeldjäger, Alan Boyd. Dieser ist eine richtige Killermaschine. Er weiß sich meist mit Hilfe von präparierten Dynamitstangen zu helfen, die er an Pfeilen verschießt. Ihm gelingt es, die Bande zur Strecke zu bringen. Da schickt ein benachbartes Dorf einen Hilferuf – es wird von einer Gangsterbande tyrannisiert.

## Kritik
„Hektische Detailshots alternieren mit öden Totalen. (Es wurde) eine Menge Material wieder verwendet, das schon in „Lucky Moores“ Black Killer wenig überzeugen konnte. […] die Dialogteile: Menschen ohne Freunde auf engem Raum. […] Nein, großes Kino ist Massaccesi hier nicht gelungen.“

„Vorhersehbarer, mäßiger (zudem dilettantisch synchronisierter) Italowestern, von Aristide Massaccesi unter Pseudonym inszeniert. Auffällig sind allein die Kameraarbeit und das Waffenarsenal (z. B. eine Armbrust) des Protagonisten.“

## Sonstiges
Die Regie des Films wird unter Oskar Faradine dem Produzenten Santaniello zugeschrieben, geschah realiter jedoch durch Aristide Massaccesi; somit stellt der Film dessen erste Regiearbeit dar.